# 斯坦尼斯拉夫·布寧
斯坦尼斯拉夫·斯坦尼斯拉沃维奇·布寧（俄语：Станислав Станиславович Бунин；1966年9月25日—）是一位出生於俄羅斯的鋼琴家。

## 生平
1966年，布寧出生於莫斯科一個音樂世家，家庭成員包括祖父海因里希·諾伊豪斯(Heinrich Neuhaus)、祖母齊娜伊達(鮑里斯·帕斯捷爾納克的第二任妻子）和父親斯坦尼斯拉夫·諾伊豪斯(Stanislav Neuhaus)。
1985年，布寧在華沙舉行的第十一屆蕭邦國際鋼琴比賽中獲得一等獎和冠軍。接下來十年的大部分時間他都在日本度過，在川崎市的洗足學園音樂大學任教六年。他的妻子是一位日本人。布寧擁有德國公民身份，2012年，他成為日本國民。
布寧錄製對海頓、莫札特以及最著名的蕭邦作品的詮釋。其中包括他為2007年電子遊戲《信賴鈴音 ～蕭邦之夢～》配樂所演奏的作品。
2023年，布寧因對音樂的熱愛，在妻子的鼓勵下，時隔十年重返舞台。